# Franz Hellens
Frédéric van Ermengem, mer känd under sin pseudonym Franz Hellens, född 8 september 1881 i Bryssel, död där 20 januari 1972, var en belgisk författare.
Franz Hellens blev efter universitetsstudier i Bryssel anställd vid Bibliothèque royale där. Han hade nära förbindelser med fransk litteratur och medarbetade i en rad franska kulturtidskrifter. I ett flertal romaner och noveller gav han inträngande psykologiska människostudier. Handlingen hade underordnad betydelse i hans skildringar, han sökte sig ned under den yttre verkligheten med fint sinne för det undermedvetnas spel. Det var främst som novellist han var verksam. Han utgav bland annat romanerna Mélusine (1921), La femme partagée (1927, svensk översättning Två mäns kvinna, 1948), Le magasin aux poundres (1936), L'enfant au paradis (1942) och Naitre et mourir (1947) samt novellsamlingarna Les réalités fantastiques (1932), Fraîcheur de la mer (1933) och Fantômes vivants (1945).